# Telnet (entreprise)
Pour les articles homonymes, voir Telnet (homonymie).
Telnet est une entreprise tunisienne d'ingénierie offshore et de conseil dans l'innovation et les hautes technologies fondée en 1994.
Dans un contexte mondial caractérisé par l'émergence des technologies de l'information et la globalisation de l'économie, elle œuvre dans les secteurs des télécommunications (multimédia), des transports (automobiles), de la défense (avionique), de la sécurité (carte à puce), de l'électronique et de l'industrie. Ayant pour vocation d'être un pôle de compétences dans les hautes technologies avec une envergure internationale, elle tire en 2012 trois quarts de ses revenus du développement de logiciels, vendus principalement à des multinationales françaises.
En avril 2008, Telnet et Altran Technologies signent une coentreprise prenant le nom d'Altran Telnet Corporation.

## Historique
Telnet est créée en 1994 pour répondre à une demande croissante en développements de logiciels. Start-up portée par sept ingénieurs, l'entreprise obtient dès 1995 son premier contrat avec un groupe international, lequel sera son principal vecteur de développement. Dès 1997, elle se spécialise dans les développements offshore au profit de grands groupes internationaux. 
En 2000, Telnet dépasse la barre des cinquante ingénieurs. Quatre ans plus tard, elle dispose d'un effectif supérieur à cent ingénieurs et met en route la certification CMMI niveau 5 — première entreprise maghrébine à l'obtenir en 2006 — tout en ouvrant sa première filiale en France : Telnet Consulting. En 2002, l'entreprise déménage dans ses propres locaux situés au nord de Tunis.
En 1998, Telnet est certifiée ISO 9001. Depuis début 2002, elle adopte le référentiel ISO 9001 version 2000 pour son système de management de la qualité et, en 2001, obtient le prix de l'innovation auprès de la Chambre tuniso-française de commerce et d'industrie.
Au printemps 2011, la société est introduite à la Bourse de Tunis. L'opération, unique dans cette année révolutionnaire, permet de lever quarante millions de dinars. En 2012, Telnet compte quatre sites en Tunisie et un en France.
Le 22 septembre 2014, Mohamed Frikha démissionne de son poste de PDG, en raison de ses engagements politiques, et se voit remplacé par Raouf Chekir.
En avril 2018, Telnet signe un accord avec le groupe japonais Fuji IMVAC pour la fabrication de drones.
Le 25 décembre 2023, le conseil d'administration décide de nommer Slim Kallel en tant que nouveau directeur général.
Le 17 juillet 2025, le conseil d'administration nomme Nidhal Ouerfelli en tant que nouveau président du conseil d'administration.

## Domaines d'activité
- Études logicielles : conception et développement de produits logiciels dans divers domaines d'activités : télécommunications, multimédia, transport, produits de consommation, sécurité et défense, etc.
- Systèmes électroniques : conception et design en électronique et en microélectronique, test et validation de systèmes électronique
- Réseaux et télécommunications : réalisation de prestations d'ingénierie dans les domaines des réseaux de télécommunications
- Ingénierie de produits mécaniques : conception assistée par ordinateur et simulation mécanique, fabrication assistée par ordinateur et processus d'industrialisation

### Lancement d'un satellite 100% tunisien
Le satellite Challenge One présenté comme 100 % tunisien est mis en orbite le 21 mars 2020. Il s'agit d'un nanosatellite entièrement conçu et fabriqué en Tunisie. La salle centrale des opérations spatiales et de contrôle du satellite est sur le territoire tunisien.

### Promotion d'un programme spatial habité
En 2022, Telnet annonce une pré-sélection de huit candidates, toutes pilotes de chasse diplômées de l'École de l'aviation de Borj El Amri, dont l'une doit devenir la première astronaute tunisienne lors d'une mission vers la Station spatiale internationale prévue vers 2024,.

## Effectif
Telnet dispose à ce jour d'une équipe technique composée de plus de 500 consultants, ingénieurs et techniciens supérieurs, issus de différentes formations : universités américaines, grandes écoles européennes et écoles d'ingénieurs tunisiennes.
Les ingénieurs sont spécialisés en technologies de l'information, télécommunications, électronique et mécanique.